# Typ XXVII F
Die Typ XXVII F war eine Projektstudie eines Kleinst-U-Bootes der deutschen Kriegsmarine während des Zweiten Weltkrieges. Die Entwicklung der U-Boot-Klasse XXVII F durch die Entwicklungsabteilung der Kleinkampfverbände der Kriegsmarine begann im Sommer 1944 nach der Alliierten Invasion in der Normandie.

## Aufbau
Der Grundaufbau der neuen Schiffsklasse ähnelte im Groben dem des Neger, sollte jedoch im Gegensatz zu diesem tauchfähig und wesentlich schneller sein. Dies sollte mittels einer Walter-Turbine verwirklicht werden, auch in der Hoffnung, dass die enorm betriebene Forschungsarbeit zum Walter-Antrieb herkömmliches Seewasser als Speiswasser der Walter-Anlagen nutzen konnte. 
Die Klasse wurde ohne Tauchzellen geplant und sollte nur dynamisch tauchen können. Eventuell auftretende Gewichtsveränderungen, beispielsweise durch die Abnahme des Aurol-Walter-Kraftstoffes während des Einsatzes, sollten ebenfalls dynamisch ausgeglichen werden. Die Primärbewaffnung bestand aus einem geplanten Torpedo des Typs G7, der in einer muldenförmigen Aussparung unterhalb des Rumpfes angeordnet war und buglastig abgeschossen werden sollte.
Das Vorhaben, eine Seewassereinspritzung für die Walter-Antriebe zu entwickeln, wurde jedoch gestoppt. Damit wurde auch die Entwicklung der U-Boot-Klasse XXVII F zunächst aufgegeben, nach einer Verzögerung aber mit der nun geplanten Klasse XXVII F 2 wieder aufgenommen. Die nun vorgesehene Walter-Turbine mit Frischwasser-Einspritzung vergrößerte den Umfang des Bootes auf 8 m3, wobei aufgrund der nun mitgeführten Frischwassertanks das Boot mit Ausgleichstanks versehen werden musste. Damit war ein dynamisches Tauchen nicht mehr möglich.
Im August 1944 erfolgten die ersten Modellschleppversuche durch die HSVA, die zu einem guten Ergebnis kamen. Geringe Modifikationen sollten ihrer Meinung nach ausreichen, um die letzten Schwächen des Bootes zu beseitigen. Allerdings wurde das vielversprechende Konzept aus einem unbekannten Grund dann doch gestoppt und endgültig aufgegeben.